# Lejonbragden
Lejonbragden är Sveriges första ultradistanslopp på 100 km som hölls i Lund 1984-1987 i regi av LUGI Friidrott. Lejonbragden döptes efter skotillverkaren Lejon som var huvudsponsor. Efter 1987 drog de sig ur och tävlingen lades ned. 2012 återupptogs loppet av den då nybildade Löparföreningen Lejonbragden och hölls fram till 2015. Den legendariska svenska ultralöparen Rune Larsson satte här 1986 sitt personliga rekord på 100km.
Man kan med fog säga att detta lopp lade grunden till ultradistanslöpningen i Sverige.

## Vinnare sedan år 1984, Lejonbragden 100 km
- 1984 Rune Larsson, Trollhättans SK, 7:03:04;    Elsie Eriksson, Ystad, 12:53:01
- 1985 Rune Larsson, Trollhättans SK, 6:57:55
- 1986 Rune Larsson, Trollhättans SK, 6:51:31
- 1987 Rune Larsson, Trollhättans SK, 7:05:00;    Waltraud Reisert, Tyskland, 9:41:15
- 2012 Fredrik Elinder, Hässelby SK, 8:10:04; Boel de Geer, Hultsfreds löparklubb, 12:00:09
- 2013 Patrik Brants, Solvikingarna, 07:32:16; Sofia Kay, LK TV88, 11:35:19
- 2014 Jonas Olsson, Ystad IF, 08:23:03; Sofia Kay, LK TV88, 10:38:24
- 2015 Erik Andersson, Team Nordic Trail, 8:03:37; Sofia Kay, LK TV88, 10:08:43

## Vinnare sedan år 2012, Lejonbragden 50 km
- 2012 Christian Malmström, KSS Triathlon, 3:40:39;  Emma Svensson, Ryssbergets IK, 4:32:02
- 2013 Peter Nordensvärd, Marathon Sport, 4:09:07; Maria Olsson, FK Göingarna, 4:21:02
- 2014 Tobias Backgård, 4:00:07; Maria Olsson, FK Göingarna, 4:10:39
- 2015 Mattias Wendt, Orkla Foods, 4:01,13; Jaana Nehez, IS Göta Friidrott, 4:38:18